# Westland (Michigan)
Westland is een plaats (city) in de Amerikaanse staat Michigan, en valt bestuurlijk gezien onder Wayne County.

## Demografie
Bij de volkstelling in 2000 werd het aantal inwoners vastgesteld op 86.602.
In 2006 is het aantal inwoners door het United States Census Bureau geschat op 84.504, een daling van 2098 (-2,4%).

## Geografie
Volgens het United States Census Bureau beslaat de plaats een oppervlakte van
53,0 km², geheel bestaande uit land.

## Plaatsen in de nabije omgeving
De onderstaande figuur toont nabijgelegen plaatsen in een straal van 12 km rond Westland.

## Geboren
- Gregory Jbara (28 september 1961), acteur